# オラクルマスター
オラクルマスター (ORACLE MASTER) とは、日本オラクル社が定めるデータベース認定試験のことである。情報処理のベンダー資格の中では比較的ポピュラーで知名度もあり、関連書籍も数多く出版されている。2003年10月の制度改定以後は、日本国外で実施されている Oracle Certification Program (OCP) との連携が取られるようになった。ORACLE MASTER 2019から、試験と製品バージョンが1対1で対応しなくなった。

## 資格の概要
対応する試験に合格することでオラクルマスターとして認定される。ORACLE MASTER Gold DBA 2019などの一部の資格では、下位レベルの資格に認定されている必要がある。
試験はコンピュータで行われ、結果はその場で分かる。（Platinum実技試験は除く)試験内容はOracle Databaseの管理に纏わるものやOracle Databaseを操作するためのSQL文に関するものなどがある。また受験者の目的により、データベース管理者、アプリケーションサーバ管理者、開発者の3つの道が用意されている。合格した試験の組み合わせによって認定が変わってくる。

### 資格レベルについて
難易度は最大で4段階あり、Bronze、Silver、Gold、Platinumの順に難しくなる。Silver以降の認定を受けると世界共通の Oracle Certification Program による認定が自動的に与えられる。従って、Silver以降の認定は世界で通用するものとなると言える。

### データベース運用／管理
データベース運用／管理に関する問題が出題される。ORACLE MASTER 2019の資格は以下のとおり。
- ORACLE MASTER Gold DBA 2019
- ORACLE MASTER Silver DBA 2019
- ORACLE MASTER Bronze DBA 2019

ORACLE MASTER 2019以前は、認定対象の製品バージョン毎に資格が存在していた。
- ORACLE MASTER Oracle Database 12c
  - ORACLE MASTER Bronze Oracle Database 12c
  - ORACLE MASTER Silver Oracle Database 12c (OCA)
  - ORACLE MASTER Gold Oracle Database 12c (OCP)
  - ORACLE MASTER Platinum Oracle Database 12c (OCM)
- ORACLE MASTER Oracle Database 11g
  - ORACLE MASTER Bronze Oracle Database 11g
  - ORACLE MASTER Silver Oracle Database 11g (OCA)
  - ORACLE MASTER Gold Oracle Database 11g (OCP)
  - ORACLE MASTER Platinum Oracle Database 11g (OCM)
- ORACLE MASTER Oracle Database 10g
  - ORACLE MASTER Bronze Oracle Database 10g
  - ORACLE MASTER Silver Oracle Database 10g (OCA)
  - ORACLE MASTER Gold Oracle Database 10g (OCP)
  - ORACLE MASTER Platinum Oracle Database 10g (OCM)
- ORACLE MASTER Oracle 9i Database
9iではBronzeは存在せず、難易度は3段階で、Silver、Gold、Platinumの順に難しくなる。なお、2003年10月以前の旧Silverに相当するポジションとして、新たにSilver fellowが新設された。
  - Oracle Silver fellow
オラクルのデータベースに関する基礎的な知識を問う試験。「Silver」という名前が入っているが、実際にはSilverの1つ前という位置付けである。厳密には資格という扱いをされておらず、日本オラクルが発行しているのも「合格証」である。
  - ORACLE MASTER Silver Oracle9i Database (OCA)
  - ORACLE MASTER Gold Oracle9i Database (OCP)
  - ORACLE MASTER Platinum Oracle9i Database (OCM)

### SQL
SQLに関する問題が出題される。ORACLE MASTER 2019の資格は以下のとおり。
- ORACLE MASTER Silver SQL 2019

### アプリケーション開発
アプリケーション開発者向けの試験。PL/SQLというプログラムに関する問題が出題される。
- ORACLE MASTER Silver Oracle PL/SQL Developer (OCA)
PL/SQLは9i/10gで共通。2007年7月20日、ORACLE MASTER Silver Oracle9i PL/SQLから改称。
- ORACLE MASTER Gold Oracle9i Forms Developer (OCP)
- Oracle Certified Developer R6/6i (OCP)

### アプリケーション・サーバ運用／管理
- ORACLE MASTER Silver Oracle Application Server 10g (OCA)
- ORACLE MASTER Gold Oracle Application Server 10g (OCP)
- ORACLE MASTER Silver Oracle9i Application Server (OCA)

### ORACLE MASTER 2019
2019年から2020年にかけて、新しい資格体系としてORACLE MASTER 2019が導入された。
主な特徴は以下のとおり。
- 試験と製品バージョンが1対1で対応しなくなった
- 資格階層は従来通り（Bronze DBA → Silver DBA → Gold DBA→ Platinum DBA）だが、、Bronze DBAを取得しなくてもSilver DBAを取得できるようになった
- Gold DBAの取得に必須研修（要履修コース）の受講が不要になった
- SQLの知識のみを問う資格として、ORACLE MASTER Silver SQL 2019 が導入された

### 2003年10月以前の旧制度の体系
2003年10月の大幅な制度改定以前は、データベース管理者向けのSilver・Gold・Platinumの3段階を中心としたシンプルな構成であった。制度改定後の新体系ではそれぞれ SilverがSilver Fellow、GoldがSilver、PlatinumがGoldにあたる。

#### データベース運用／管理
- ORACLE MASTER Silver
- ORACLE MASTER Gold
- ORACLE MASTER Platinum (OCP)

#### アプリケーション開発
- Oracle Certified Developer (OCP)